# Titanocendichlorid
Titanocendichlorid (Dichlorobis(cyclopentadienyl)titan(IV)), mit der Halbstrukturformel [Ti(Cp)2Cl2] oder auch [Ti(C5H5)2Cl2], ist eine metallocenähnliche Verbindung, das heißt eine metallorganische Verbindung mit aromatischen Ringsystemen. Das zentrale Titan(IV)-ion ist hierbei tetraedrisch von zwei Cyclopentadienylringen und zwei Chlorliganden umgeben. Aufgrund seiner Reaktivität mit Wasser und Oxidationsempfindlichkeit muss es unter Argon oder noch besser in einem erst evakuierten und anschließend mit Argon beschickten Gefäß (beispielsweise einem Schlenkrohr) gelagert werden.

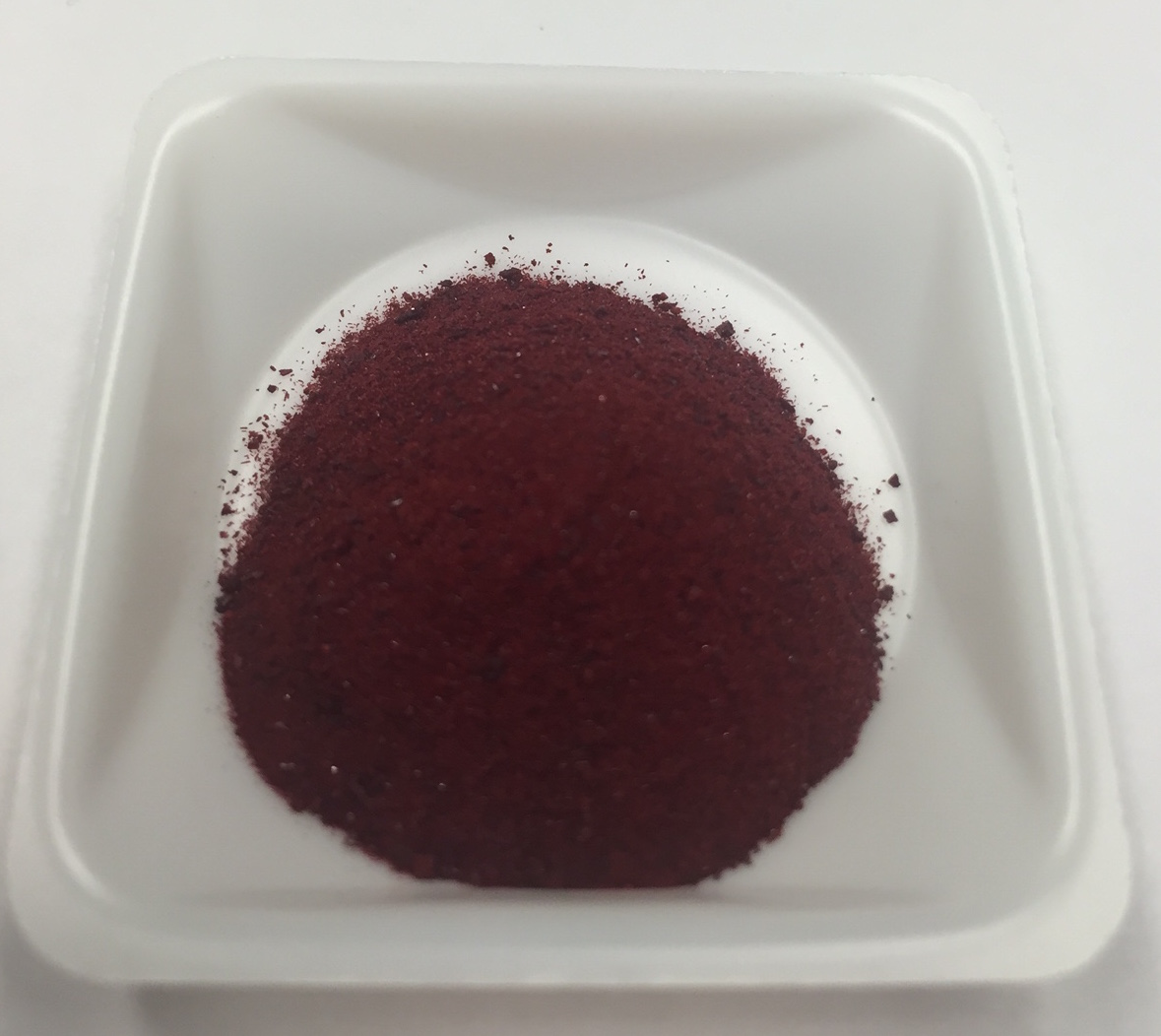
Festes Titanocendichlorid

## Verwendung
Titanocendichlorid kann als homogener Katalysator in einer Ziegler-Natta-ähnlichen Polymerisation verwendet werden. Gebräuchliche Monomere sind z. B. Styrol oder Propen. Das zur Methylenierung verwendete Tebbe-Reagenz kann aus Titanocendichlorid hergestellt werden.

## Geschichte
Erste Synthese von Ernst Otto Fischer und Geoffrey Wilkinson. Diese erhielten 1973 den Nobelpreis für Chemie für ihre Arbeiten über metallorganische Verbindungen, die auch die Bindungsverhältnisse in sog. Metallocenen erklärten.